# Dompierre-sur-Nièvre
Dompierre-sur-Nièvre is een gemeente in het Franse departement Nièvre (regio Bourgogne-Franche-Comté) en telt 174 inwoners (2009). De plaats maakt deel uit van het arrondissement Cosne-Cours-sur-Loire.

## Geografie
De oppervlakte van Dompierre-sur-Nièvre bedraagt 19,2 km², de bevolkingsdichtheid is 9,4 inwoners per km².
De onderstaande kaart toont de ligging van Dompierre-sur-Nièvre met de belangrijkste infrastructuur en aangrenzende gemeenten.

## Demografie
Onderstaande figuur toont het verloop van het inwonertal (bron: INSEE-tellingen).